# Latridius rogei
Latridius rogei is een keversoort uit de familie schimmelkevers (Latridiidae). De wetenschappelijke naam van de soort werd in 2003 gepubliceerd door Wolfgang H. Rücker.